# Unione Calcio Sampdoria 2018-2019
Questa voce raccoglie le informazioni riguardanti l'Unione Calcio Sampdoria nelle competizioni ufficiali della stagione 2018-2019.

## Stagione
Nella stagione 2018-2019 con Marco Giampaolo in panchina per il terzo anno consecutivo, la Sampdoria ha un buon inizio di campionato segnalandosi — tra l'altro — per l'efficacia del reparto difensivo: in 9 giornate i blucerchiati riportano appena 4 gol al passivo, ottenendo 14 punti in classifica. Dopo essere incappata in un periodo opaco, certificato da un tris di sconfitte, la squadra conosce una ripresa terminando il girone di andata al sesto posto. I 29 punti mantengono i liguri in corsa per l'Europa League, mentre in Coppa Italia l'eliminazione giunge negli ottavi di finale per mano del Milan.
Il girone di ritorno vede i blucerchiati aggiungere 24 punti al proprio score, soprattutto grazie alle reti di Quagliarella. Nonostante il picco della vittoria interna sul Milan, nelle giornate conclusive la Sampdoria accusa una flessione. Svanita la possibilità di accedere alle coppe continentali, i genovesi si posizionano noni: a calare il sipario è una vittoria contro la Juventus, laureatasi campione d'Italia.

## Divise e sponsor
Lo sponsor tecnico per la stagione 2018-2019 è ancora Joma.
| Casa | Trasferta | Terza divisa | Casa (27ª Serie A) | Casa portiere (27ª Serie A) |

## Rosa
Rosa e numeri aggiornati al 16 febbraio 2019.
| N. |                        | Ruolo | Calciatore        |
| -- | ---------------------- | ----- | ----------------- |
| 1  | Italia (bandiera)      | P     | Emil Audero       |
| 3  | Danimarca (bandiera)   | D     | Joachim Andersen  |
| 4  | Inghilterra (bandiera) | C     | Ronaldo Vieira    |
| 5  | Italia (bandiera)      | C     | Riccardo Saponara |
| 6  | Svezia (bandiera)      | C     | Albin Ekdal       |
| 7  | Italia (bandiera)      | D     | Jacopo Sala       |
| 8  | Paraguay (bandiera)    | C     | Édgar Barreto     |
| 10 | Belgio (bandiera)      | C     | Dennis Praet      |
| 11 | Uruguay (bandiera)     | C     | Gastón Ramírez    |
| 12 | Francia (bandiera)     | C     | Mohamed Bahlouli  |
| 14 | Rep. Ceca (bandiera)   | C     | Jakub Jankto      |
| 15 | Gambia (bandiera)      | D     | Omar Colley       |
| 16 | Polonia (bandiera)     | C     | Karol Linetty     |
| 17 | Italia (bandiera)      | A     | Gianluca Caprari  |
| 18 | Francia (bandiera)     | D     | Maxime Leverbe    |
| 19 | Italia (bandiera)      | D     | Vasco Regini      |

| N. |                       | Ruolo | Calciatore                    |
| -- | --------------------- | ----- | ----------------------------- |
| 20 | Italia (bandiera)     | A     | Marco Sau                     |
| 22 | Brasile (bandiera)    | D     | Júnior Tavares                |
| 23 | Italia (bandiera)     | A     | Manolo Gabbiadini             |
| 24 | Polonia (bandiera)    | D     | Bartosz Bereszyński           |
| 25 | Italia (bandiera)     | D     | Alex Ferrari                  |
| 26 | Italia (bandiera)     | D     | Lorenzo Tonelli               |
| 27 | Italia (bandiera)     | A     | Fabio Quagliarella (capitano) |
| 29 | Italia (bandiera)     | D     | Nicola Murru                  |
| 30 | Italia (bandiera)     | C     | Simone Trimboli               |
| 31 | Belgio (bandiera)     | C     | Jamie Yayi Mpie               |
| 33 | Brasile (bandiera)    | P     | Rafael                        |
| 40 | Montenegro (bandiera) | A     | Ognjen Stijepović             |
| 72 | Slovenia (bandiera)   | P     | Vid Belec                     |
| 92 | Francia (bandiera)    | A     | Grégoire Defrel               |
| 99 | Polonia (bandiera)    | A     | Dawid Kownacki                |

## Calciomercato

### Sessione estiva(dall'1/7 al 17/8)
| Acquisti         | Acquisti                | Acquisti        | Acquisti                                           |
| R.               | Nome                    | da              | Modalità                                           |
| ---------------- | ----------------------- | --------------- | -------------------------------------------------- |
| P                | Emil Audero             | Juventus        | prestito (1 mln)                                   |
| P                | Rafael                  | Napoli          | svincolato                                         |
| P                | Vid Belec               | Benevento       | riscatto (0,4 mln)                                 |
| D                | Omar Colley             | Genk            | definitivo (7,75 mln)                              |
| D                | Alex Ferrari            | Bologna         | prestito con obbligo di riscatto (4,5 mln)         |
| D                | Gabriele Rolando        | Palermo         | fine prestito                                      |
| D                | Lorenco Šimić           | SPAL            | fine prestito                                      |
| D                | Júnior Tavares          | San Paolo       | prestito (1 mln)                                   |
| D                | Lorenzo Tonelli         | Napoli          | prestito (0,5 mln)                                 |
| C                | Albin Ekdal             | Amburgo         | definitivo (2,5 mln)                               |
| C                | Dávid Ivan              | Pro Vercelli    | fine prestito                                      |
| C                | Jakub Jankto            | Udinese         | prestito con obbligo di riscatto (15 mln)          |
| C                | Riccardo Saponara       | Fiorentina      | prestito                                           |
| C                | Ronaldo Vieira          | Leeds Utd       | definitivo (6,5 mln)                               |
| A                | Federico Bonazzoli      | SPAL            | fine prestito                                      |
| A                | Grégoire Defrel         | Roma            | prestito (1,5 mln + diritto di opzione a 18,5 mln) |
| A                | Duván Zapata            | Napoli          | riscatto (17 mln)                                  |
| Altre operazioni |                         |                 |                                                    |
| R.               | Nome                    | da              | Modalità                                           |
| P                | Petar Zovko             | Široki Brijeg   | definitivo                                         |
| D                | Cristian Hadžiosmanović | Reggina         | fine prestito                                      |
| D                | Tommaso Farabegoli      | Cesena          | svincolato                                         |
| D                | Maxime Leverbe          | Olbia           | fine prestito                                      |
| C                | Mohamed Bahlouli        | Olympique Lione | definitivo                                         |
| C                | Leonardo Benedetti      | Spezia          | prestito biennale                                  |
| C                | Antonio Palumbo         | Trapani         | fine prestito                                      |
| C                | Daouda Peeters          | Club Bruges     | svincolato                                         |
| A                | Abou Diop               | Torino          | svincolato                                         |

| Cessioni         | Cessioni                | Cessioni            | Cessioni                   |
| R.               | Nome                    | a                   | Modalità                   |
| ---------------- | ----------------------- | ------------------- | -------------------------- |
| P                | Andrea Tozzo            | Verona              | prestito                   |
| P                | Emiliano Viviano        | Sporting Lisbona    | definitivo (2 mln)         |
| D                | Gian Marco Ferrari      | Sassuolo            | fine prestito              |
| D                | Matías Silvestre        | Empoli              | definitivo                 |
| D                | Lorenco Šimić           | SPAL                | prestito                   |
| D                | Ivan Strinić            | Milan               | svincolato                 |
| C                | Ricky Álvarez           | Atlas               | rescissione                |
| C                | Leonardo Capezzi        | Empoli              | prestito                   |
| C                | Filip Đuričić           | Sassuolo            | svincolato                 |
| C                | Dávid Ivan              | Vis Pesaro          | prestito                   |
| C                | Lucas Torreira          | Arsenal             | definitivo (30 mln)        |
| C                | Valerio Verre           | Perugia             | prestito                   |
| A                | Federico Bonazzoli      | Padova              | prestito                   |
| A                | Ante Budimir            | Crotone             | riscatto (2 mln)           |
| A                | Patrik Schick           | Roma                | riscatto (37 mln)          |
| A                | Duván Zapata            | Atalanta            | prestito biennale (12 mln) |
| Altre operazioni |                         |                     |                            |
| R.               | Nome                    | a                   | Modalità                   |
| P                | Wladimiro Falcone       | Lucchese            | prestito                   |
| P                | Giacomo Piccardo        | Albissola           | prestito                   |
| D                | Cristian Hadžiosmanović | Vis Pesaro          | prestito                   |
| D                | Božo Mikulić            | Hajduk Spalato      | definitivo                 |
| D                | Álex Pastor             | Vis Pesaro          | prestito                   |
| D                | Carlo Romei             | Vis Pesaro          | prestito                   |
| C                | Denis Baumgartner       | DAC Dunajská Streda | prestito                   |
| C                | Alessandro Gabbani      | Vis Pesaro          | prestito                   |
| C                | Antonio Palumbo         | Salernitana         | prestito                   |
| C                | Michele Rocca           | Livorno             | prestito biennale          |
| C                | Andrea Tessiore         | Vis Pesaro          | prestito                   |
| A                | Ibourahima Baldé        | Vis Pesaro          | prestito                   |
| A                | Domenico Cuomo          | Vis Pesaro          | prestito                   |
| A                | Antonio Di Nardo        | Vis Pesaro          | prestito                   |
| A                | Abou Diop               | Vis Pesaro          | prestito                   |
| D                | Filippo Oliana          | Albissola           | prestito                   |
| A                | Andrés Ponce            | Anži                | definitivo                 |
| A                | João Ricciulli          | Braga               | prestito                   |
| A                | Giacomo Vrioni          | Venezia             | prestito                   |

### Sessione invernale(dal 3/1 al 31/1)
| Acquisti         | Acquisti           | Acquisti          | Acquisti             |
| R.               | Nome               | da                | Modalità             |
| ---------------- | ------------------ | ----------------- | -------------------- |
| P                | Emil Audero        | Juventus          | riscatto (16 mln)    |
| D                | Dodô               | Santos            | fine prestito        |
| D                | Erasmo Mulè        | Trapani           | definitivo (0,6 mln) |
| C                | Morten Thorsby     | Heerenveen        | svincolato           |
| A                | Manolo Gabbiadini  | Southampton       | definitivo (12 mln)  |
| A                | Marco Sau          | Cagliari          | definitivo           |
| Altre operazioni |                    |                   |                      |
| R.               | Nome               | da                | Modalità             |
| C                | Antonio Palumbo    | Salernitana       | fine prestito        |
| A                | Roman Cerepkai     | Slovan Bratislava | definitivo           |
| A                | Lorenzo Di Stefano | Catania           | definitivo           |
| A                | Gianluca Scarlino  | Tharros           | prestito             |

| Cessioni         | Cessioni         | Cessioni           | Cessioni           |
| R.               | Nome             | a                  | Modalità           |
| ---------------- | ---------------- | ------------------ | ------------------ |
| D                | Dodô             | Cruzeiro           | prestito           |
| D                | Erasmo Mulè      | Trapani            | prestito           |
| D                | Vasco Regini     | SPAL               | prestito           |
| D                | Gabriele Rolando | Carpi              | prestito           |
| A                | Dawid Kownacki   | Fortuna Düsseldorf | prestito (0,5 mln) |
| Altre operazioni |                  |                    |                    |
| R.               | Nome             | da                 | Modalità           |
| D                | Andrea Cassaghi  | Monza              | definitivo         |
| D                | Maxime Leverbe   | Cagliari           | prestito           |
| C                | Antonio Palumbo  | Ternana            | prestito           |
| C                | Daouda Peeters   | Juventus           | definitivo (4 mln) |
| A                | Domenico Cuomo   | Bisceglie          | prestito           |
| A                | Antonio Di Nardo | Lucchese           | prestito           |

## Risultati

### Serie A

#### Girone di andata
| Arbitro: | Maresca (Napoli) |

|             |           |             |
| Caprari 60’ | Marcatori | 13’ Simeone |

| Arbitro: | La Penna (Roma) |

|            |           |  |
| De Paul 9’ | Marcatori |  |

| Arbitro: | Massa (Imperia) |

|                                  |           |  |
| Defrel 11’, 32’ Quagliarella 75’ | Marcatori |  |

| Arbitro: | Irrati (Pistoia) |

|  |           |                                                                  |
|  | Marcatori | 10’ Quagliarella 47’ Caprari 54’, 86’ Defrel 83’ (rig.) Kownacki |

| Arbitro: | Guida (Torre Annunziata) |

|  |           |                |
|  | Marcatori | 90+4’ Brozovic |

| Cagliari 26 settembre 2018, ore 21:00 CEST 6ª giornata | Cagliari         | 0 – 0 referto | Sampdoria | Sardegna Arena (14.038 spett.)\| Arbitro: \| Rocchi (Firenze) \| |
| Arbitro:                                               | Rocchi (Firenze) |               |           |                                                                  |

| Arbitro: | La Penna (Roma) |

|                        |           |              |
| Linetty 25’ Defrel 60’ | Marcatori | 21’ Paloschi |

| Arbitro: | Irrati (Pistoia) |

|  |           |             |
|  | Marcatori | 76’ Tonelli |

| Genova 22 ottobre 2018, ore 20:30 CEST 9ª giornata | Sampdoria       | 0 – 0 referto | Sassuolo | Stadio Luigi Ferraris (19.064 spett.)\| Arbitro: \| Fourneau (Roma) \| |
| Arbitro:                                           | Fourneau (Roma) |               |          |                                                                        |

| Arbitro: | Maresca (Napoli) |

|                                  |           |                               |
| Cutrone 17’ Higuaín 36’ Suso 62’ | Marcatori | 21’ Saponara 31’ Quagliarella |

| Arbitro: | Rocchi (Firenze) |

|                  |           |                                             |
| Quagliarella 65’ | Marcatori | 12’, 43’ (rig.) Belotti 56’ Falque 78’ Izzo |

| Arbitro: | Irrati (Pistoia) |

|                                                  |           |            |
| Juan Jesus 19’ Schick 59’ El Shaarawy 72’, 90+3’ | Marcatori | 89’ Defrel |

| Arbitro: | Doveri (Roma) |

|                   |           |                 |
| Piątek 16’ (rig.) | Marcatori | 7’ Quagliarella |

| Arbitro: | Abisso (Palermo) |

|                                             |           |          |
| Praet 10’ Quagliarella 25’, 68’ Ramírez 41’ | Marcatori | 17’ Poli |

| Arbitro: | Massa (Imperia) |

|                                  |           |                                 |
| Acerbi 79’ Immobile 90+6’ (rig.) | Marcatori | 21’ Quagliarella 90+9’ Saponara |

| Arbitro: | Pairetto (Nichelino) |

|                              |           |  |
| Caprari 66’ Quagliarella 69’ | Marcatori |  |

| Arbitro: | Calvarese (Teramo) |

|                               |           |                                                 |
| Pasqual 11’ (rig.) Caputo 76’ | Marcatori | 41’ Ramírez 69’ Quagliarella 87’, 90+1’ Caprari |

| Arbitro: | Giua (Olbia) |

|                              |           |  |
| Quagliarella 47’ Ramírez 59’ | Marcatori |  |

| Arbitro: | Valeri (Roma) |

|                        |           |                         |
| Ronaldo 2’, 65’ (rig.) | Marcatori | 33’ (rig.) Quagliarella |

#### Girone di ritorno
| Arbitro: | Di Bello (Brindisi) |

|                                    |           |                                          |
| Muriel 34’, 70’ Ge. Pezzella 90+3’ | Marcatori | 44’ Ramírez 81’ (rig.), 85’ Quagliarella |

| Arbitro: | Massa (Imperia) |

|                                                                |           |  |
| Quagliarella 33’ (rig.), 56’ (rig.) Linetty 68’ Gabbiadini 78’ | Marcatori |  |

| Arbitro: | Pairetto (Nichelino) |

|                                           |           |  |
| Milik 25’ L. Insigne 26’ Verdi 89’ (rig.) | Marcatori |  |

| Arbitro: | Marinelli (Tivoli) |

|  |           |                |
|  | Marcatori | 25’ D. Ciofani |

| Arbitro: | Doveri (Roma) |

|                               |           |                |
| D'Ambrosio 73’ Nainggolan 78’ | Marcatori | 76’ Gabbiadini |

| Arbitro: | Massimi (Termoli) |

|                         |           |  |
| Quagliarella 66’ (rig.) | Marcatori |  |

| Arbitro: | Pasqua (Tivoli) |

|              |           |                      |
| Kurtic 90+4’ | Marcatori | 4’, 11’ Quagliarella |

| Arbitro: | Fabbri (Ravenna) |

|                         |           |                          |
| Quagliarella 67’ (rig.) | Marcatori | 49’ D. Zapata 77’ Gosens |

| Arbitro: | Dionisi (L'Aquila) |

|                                   |           |                                                                  |
| Boga 38’ Duncan 63’ Babacar 90+2’ | Marcatori | 15’ Defrel 36’ Quagliarella 39’ Linetty 46’ Praet 72’ Gabbiadini |

| Arbitro: | Orsato (Schio) |

|           |           |  |
| Defrel 1’ | Marcatori |  |

| Arbitro: | Maresca (Napoli) |

|                    |           |                |
| Belotti 34’, 45+1’ | Marcatori | 83’ Gabbiadini |

| Arbitro: | Mazzoleni (Bergamo) |

|  |           |              |
|  | Marcatori | 75’ De Rossi |

| Arbitro: | Calvarese (Teramo) |

|                                   |           |  |
| Defrel 3’ Quagliarella 53’ (rig.) | Marcatori |  |

| Arbitro: | Mariani (Aprilia) |

|                                            |           |  |
| Tonelli 54’ (aut.) Pulgar 69’ Orsolini 83’ | Marcatori |  |

| Arbitro: | Maresca (Napoli) |

|                  |           |                        |
| Quagliarella 57’ | Marcatori | 3’, 19’ Felipe Caicedo |

| Arbitro: | Fabbri (Ravenna) |

|                                            |           |                                         |
| Gazzola 2’ Kucka 67’ (rig.) A. Bastoni 71’ | Marcatori | 28’ (rig.), 61’ Quagliarella 38’ Defrel |

| Arbitro: | Doveri (Roma) |

|                           |           |                           |
| Quagliarella 90+2’ (rig.) | Marcatori | 56’ Farias 75’ Di Lorenzo |

| Verona 19 maggio 2019, ore 12:30 CEST 37ª giornata | Chievo              | 0 – 0 referto | Sampdoria | Stadio Marcantonio Bentegodi (10 000 spett.)\| Arbitro: \| Aureliano (Bologna) \| |
| Arbitro:                                           | Aureliano (Bologna) |               |           |                                                                                   |

| Arbitro: | Nasca (Bari) |

|                          |           |  |
| Defrel 84’ Caprari 90+1’ | Marcatori |  |

### Coppa Italia

#### Turni eliminatori
| Arbitro: | Aureliano (Bologna) |

|            |           |  |
| Jankto 75’ | Marcatori |  |

| Arbitro: | Di Paolo (Avezzano) |

|                           |           |              |
| Defrel 45+1’ Kownacki 82’ | Marcatori | 31’ Floccari |

#### Fase finale
| Arbitro: | Pasqua (Tivoli) |

|  |           |                    |
|  | Marcatori | 102’, 108’ Cutrone |

## Statistiche
Statistiche aggiornate al 26 maggio 2019.

### Statistiche di squadra
| Competizione | Punti | In casa | In casa | In casa | In casa | In casa | In casa | In trasferta | In trasferta | In trasferta | In trasferta | In trasferta | In trasferta | Totale | Totale | Totale | Totale | Totale | Totale | D.R. |
| Competizione | Punti | G       | V       | N       | P       | Gf      | Gs      | G            | V            | N            | P            | Gf           | Gs           | G      | V      | N      | P      | Gf     | Gs     | D.R. |
| ------------ | ----- | ------- | ------- | ------- | ------- | ------- | ------- | ------------ | ------------ | ------------ | ------------ | ------------ | ------------ | ------ | ------ | ------ | ------ | ------ | ------ | ---- |
| Serie A      | 53    | 19      | 10      | 2       | 7       | 28      | 16      | 19           | 5            | 6            | 8            | 32           | 35           | 38     | 15     | 8      | 15     | 60     | 51     | +9   |
| Coppa Italia | -     | 3       | 2       | 0       | 1       | 3       | 3       | 0            | 0            | 0            | 0            | 0            | 0            | 3      | 2      | 0      | 1      | 3      | 3      | 0    |
| Totale       | -     | 22      | 12      | 2       | 8       | 31      | 19      | 19           | 5            | 6            | 8            | 32           | 35           | 41     | 17     | 8      | 16     | 63     | 54     | +9   |

### Andamento in campionato
| Giornata  | 1  | 2  | 3  | 4 | 5 | 6 | 7 | 8 | 9 | 10 | 11 | 12 | 13 | 14 | 15 | 16 | 17 | 18 | 19 | 20 | 21 | 22 | 23 | 24 | 25 | 26 | 27 | 28 | 29 | 30 | 31 | 32 | 33 | 34 | 35 | 36 | 37 | 38 |
| --------- | -- | -- | -- | - | - | - | - | - | - | -- | -- | -- | -- | -- | -- | -- | -- | -- | -- | -- | -- | -- | -- | -- | -- | -- | -- | -- | -- | -- | -- | -- | -- | -- | -- | -- | -- | -- |
| Luogo     | C  | T  | C  | T | C | T | C | T | C | T  | C  | T  | T  | C  | T  | C  | T  | C  | T  | T  | C  | T  | C  | T  | C  | T  | C  | T  | C  | T  | C  | C  | T  | C  | T  | C  | T  | C  |
| Risultato | N  | P  | V  | V | P | N | V | V | N | P  | P  | P  | N  | V  | N  | V  | V  | V  | P  | N  | V  | P  | P  | P  | V  | V  | P  | V  | V  | P  | P  | V  | P  | P  | N  | P  | N  | V  |
| Posizione | 13 | 18 | 13 | 4 | 7 | 9 | 8 | 5 | 5 | 7  | 10 | 12 | 12 | 10 | 11 | 9  | 6  | 5  | 7  | 8  | 6  | 8  | 9  | 10 | 10 | 9  | 9  | 9  | 8  | 9  | 9  | 9  | 9  | 9  | 9  | 9  | 9  | 9  |

Fonte:  Serie A – Classifiche, su sport.sky.it, Sky Sport. URL consultato il 3 settembre 2018 (archiviato dall'url originale l'11 settembre 2014).
Legenda:

Luogo: C = Casa; T = Trasferta. Risultato: V = Vittoria; N = Pareggio; P = Sconfitta.